# Лабарев, Кирилл Олегович
Кирилл Олегович Лабарев (31 октября 2003) — российский тяжелоатлет. Бронзовый призёр чемпионата России 2025 года в категории до 67 кг. Мастер спорта России.

## Биография
Родился 31 октября 2003 года. Воспитанник спортивной школе олимпийского резерва «Зенит» город Орск Оренбургской области, тренируется у Дмитрия Алексеева.
31 мая 2021 года присвоено звание звание «Мастер спорта России».
На чемпионате России 2024 года стал обладателем малой бронзовой медали в рывке в весовой категории до 67 кг, подняв штангу весом 123 кг.
В феврале 2025 года на Кубке России в Свердловской области одержал победу в весовой категории до 67 кг с результатом 279 кг по сумме двоеборья.
В августе 2025 года на чемпионате России в Санкт-Петербурге в категории до 67 кг завоевал бронзовую медаль с результатом 282 кг по сумме двоеборья.

## Основные результаты
| Год  | Соревнования     | Место проведения | Весовая категория | Рывок, кг | Толчок, кг | Сумма, кг | Место |
| ---- | ---------------- | ---------------- | ----------------- | --------- | ---------- | --------- | ----- |
| 2025 | Чемпионат России | Санкт-Петербург  | до 67 кг          | 128       | 154        | 282       | 3     |